# ТЕС Ібесе

ТЕС Ібесе – теплова електростанція в Нігерії у південно-західному штаті Огун, у 30 км на південний захід від йогостолиці міста Абеокута.
На початку 21 століття нігерійська електроенергетика далеко не завжди могла забезпечити потреби споживачів через хронічні технічні проблеми державних електростанцій. В цих умовах цілий ряд великих промислових підприємств вирішили спорудити власні теплові електростанції. Такий проект зокрема реалізували у комплексі зі спорудженням цементного заводу Ібесе, який здійснила компанія Dangote. Тут у 2011 році ввели в експлуатацію три газові турбіни SGT-800 виробництва концерну Siemens, котрі в сукупності забезпечували 100 МВт потужності (еталонна номінальна потужність кожної з турбін 37 МВт). Необхідний для роботи природний газ постачався з розташованого у 24 км газопереробного заводу Іторі.
У 2014 році станцію доповнили ще двома газовими турбінами компанії General Electric типу LM-6000, які мали сукупну еталонну номінальну потужність (ISO-потужність) 96 МВт, збільшену за рахунок встановлення системи TIC (Turbine Inlet Cooling) ще на 13 МВт.